# Curtiss, Wisconsin
Curtiss là một làng thuộc quận Clark, tiểu bang Wisconsin, Hoa Kỳ. Năm 2006, dân số của làng này là 198 người.